# Andrzej Balicki
Andrzej Balicki herbu Topór (zm. 1 listopada 1420 pod Wyszehradem) – rycerz polski, dworzanin Zygmunta Luksemburskiego.

## Życiorys
Urodził się polskim rodzie rycerskim herbu Topór z Ossolina, z tego gniazda wywodzili się też Ossolińscy i Goźliccy. Był synem Jaśka, kasztelana wiślickiego.
Zawiązany z dworem króla Węgier i Czech Zygmunta Luksemburskiego, należał do najznamienitszych rycerzy tego władcy. Na Węgrzech posiadał znaczny majątek ziemski – był m.in. od 1410 r. właścicielem zamku Sklabinia w Turcu. W 1412 brał udział w turnieju rycerskim w Budzie, który odbywał się z okazji zjazdu monarchów. Był jednym z reprezentantów króla Zygmunta na soborze w Konstancji, przebywał tam od stycznia 1415 do maja 1418. Prawdopodobnie w tym okresie stał się członkiem bractwa św.Krzysztofa w tyrolskim Arlbergu, w księdze brackiej tego miasta jest herb Balickiego oraz wizerunek orderu Smoka, który otrzymał od Zygmunta Luksemburskiego. W 1419 przewodził poselstwu Zygmunta do Władysława Jagiełły, następnie prowadził orszak króla polskiego na zjazd do Koszyc (maj 1419).
Zginął 1 listopada 1420 w bitwie pod Wyszehradem, w walce z wojskami husyckimi. Żonaty z Rachną, córką Ścibora ze Ściborzyc. Miał dwóch synów, Jana i Prokopa.